# Znieczulenie zewnątrzoponowe

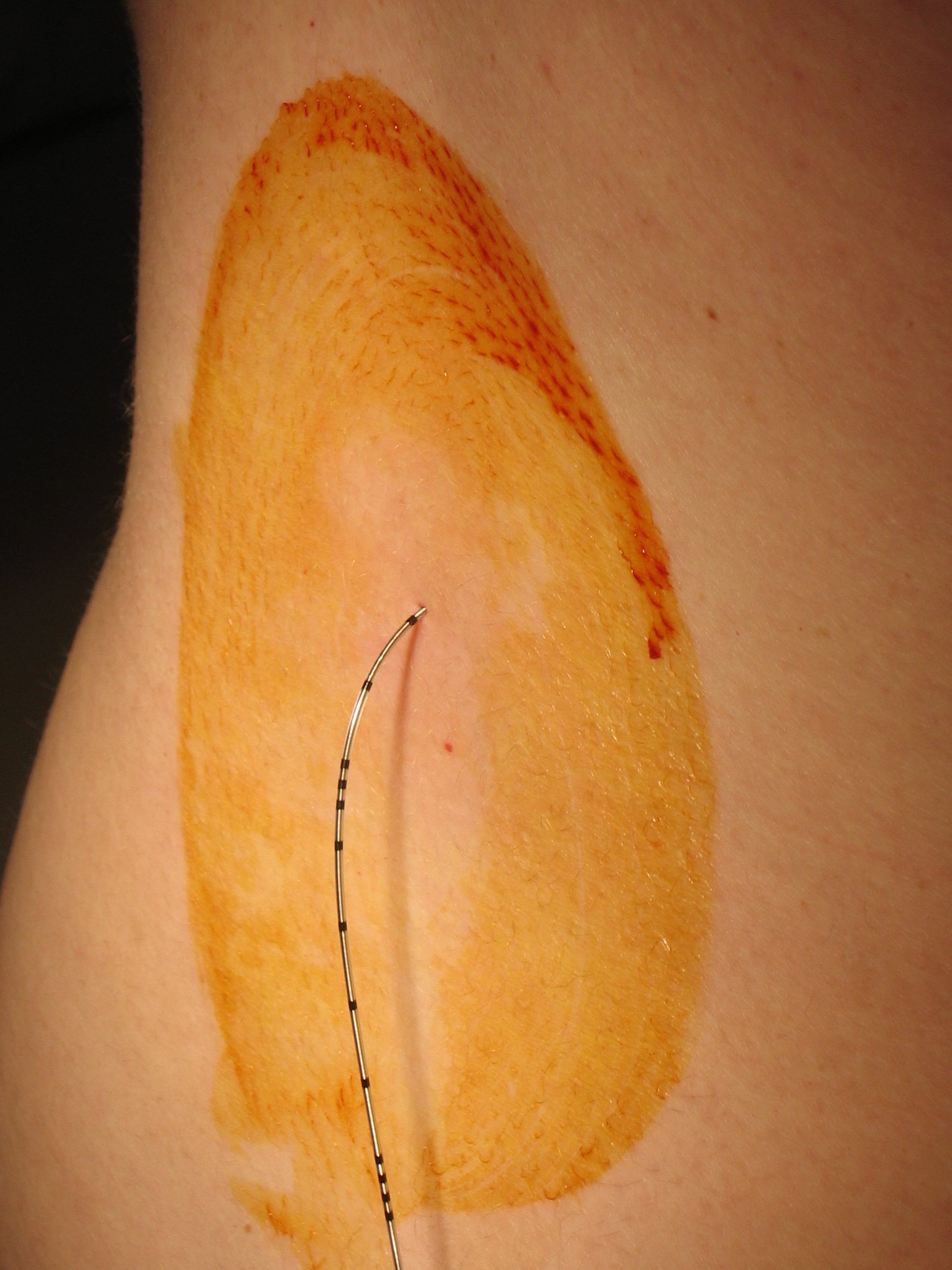
Cewnik założony do przestrzeni zewnątrzoponowej kanału kręgowego w odcinku lędźwiowym kręgosłupa

Znieczulenie zewnątrzoponowe – forma znieczulenia regionalnego z grupy blokad centralnych, w której leki wywołujące przerwanie przewodnictwa nerwowego podaje się do przestrzeni zewnątrzoponowej kanału kręgowego, pomiędzy okostną wyścielającą kanał kręgowy i oponę twardą otaczającą rdzeń kręgowy.
Wówczas lek rozprzestrzeniając się w górę i w dół blokuje przechodzące nerwy rdzeniowe odchodzące od rdzenia kręgowego i nerwy przechodzące przez otwory międzykręgowe.
Znieczulenie charakteryzuje się mało dynamicznym początkiem znieczulenia, możliwością wykonania w dowolnym odcinku kręgosłupa oraz możliwością wykonania ciągłego znieczulenia zewnątrzoponowego po wprowadzeniu do przestrzeni zewnątrzoponowej specjalnego cewnika.

## Anatomia

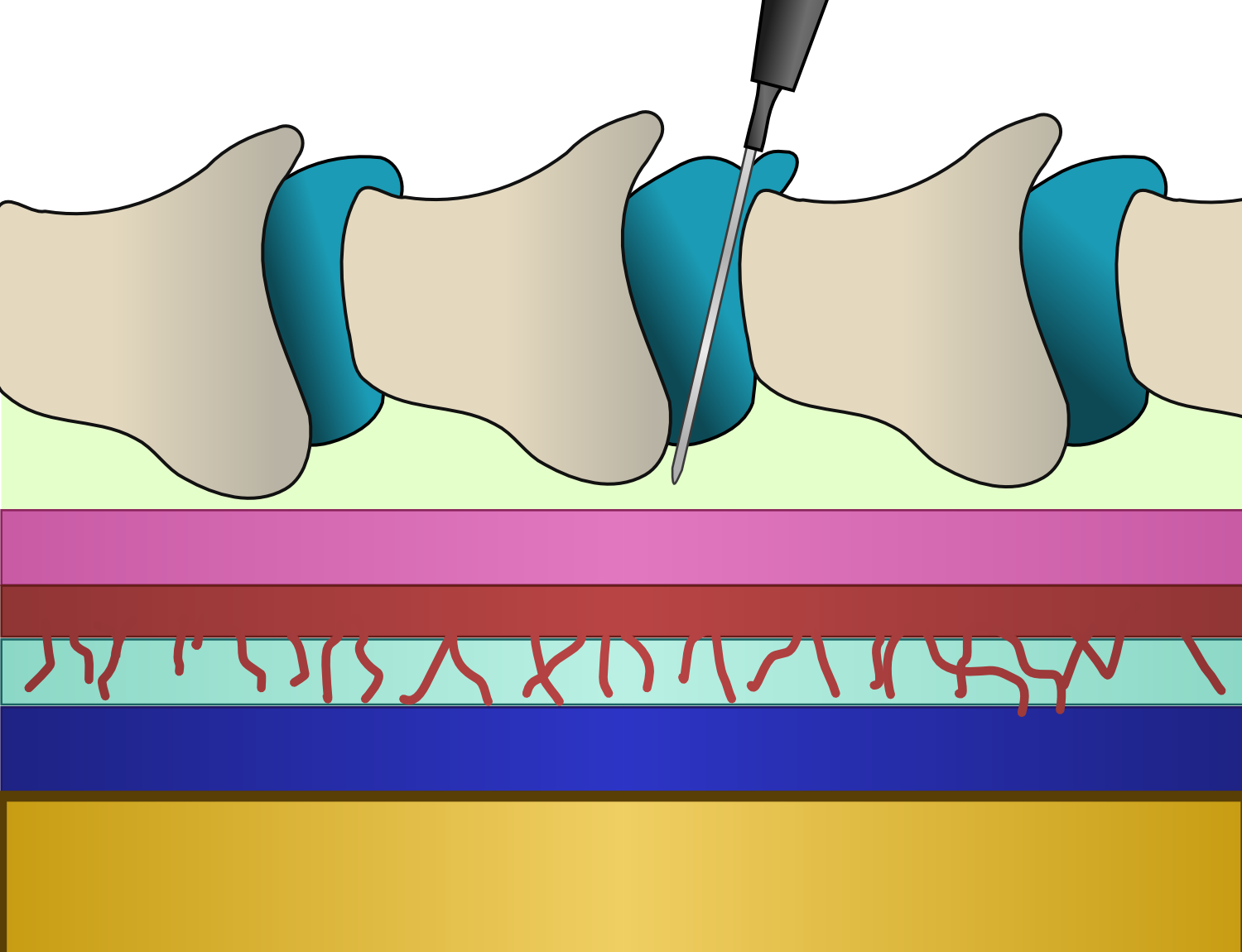
Schemat przebiegu igły podczas wykonywania znieczulenia zewnątrzoponowego.
Kolor różowy - opona twarda
Kolor czerwony - opona pajęcza
Kolor niebieski - opona miękka
kolor żółty - rdzeń kręgowy.

Znieczulenie zewnątrzoponowe można przeprowadzić na każdym odcinku kręgosłupa. Najbardziej dogodny i bezpieczny dostęp do przestrzeni zewnątrzopoponowej stanowi jednak odcinek lędźwiowy poniżej zakończenia rdzenia kręgowego, czyli na wysokości L3-L4 lub L4-L5. Przebieg zabiegu ułatwiają prawie poziomy przebieg wyrostków kolczystych i dobrze rozwinięte w tym miejscu więzadła kręgosłupa.
W celu osiągnięcia przestrzeni zewnątrzoponowej igła musi przejść kolejno przez następujące struktury:
1. Skórę
2. Tkankę podskórną
3. Więzadło nadkolcowe
4. Więzadło międzykolcowe
5. Więzadło żółte

Podczas wykonywania znieczulenia igła napotyka na opór więzadła żółtego, które stanowi najistotniejszy punkt rozpoznawczy, po osiągnięciu którego igła znajduje się już w przestrzeni zewnątrzoponowej kanału kręgowego. Dalej znajduje się opona twarda, która również daje znaczny opór. Jednak przebicie tej struktury jest jednoznaczne z niepowodzeniem znieczulenia zewnątrzoponowego.

## Wskazania
Do najważniejszych wskazań wykonania znieczulenia zewnątrzoponowego należą:
- Zabiegi chirurgiczne w okolicy miednicy oraz kończyn dolnych
- Zabiegi ginekologiczne
- Poród
- Przeciwwskazanie do wykonania znieczulenia ogólnego

## Przeciwwskazania
- Bezwzględne
  - Zaburzenia w układzie krzepnięcia
  - Małopłytkowość
  - Choroba hemolityczna
  - Przyjmowanie leków przeciwzakrzepowych
  - Wstrząs
  - Infekcja w miejscu wkłucia
  - Uczulenie na środki znieczulenia miejscowego
  - Choroby  zniekształcające  kręgosłupa
  - Wzmożone ciśnienie śródczaszkowe
  - Padaczka
- Względne
  - Hipowolemia
  - Sepsa
  - Choroby neurologiczne

## Technika znieczulenia
Znieczulenie należy wykonywać w warunkach podobnych jak zabiegi chirurgiczne. Miejsce wkłucia musi zostać wyjałowione, a okolica powinna być okryta jałowymi serwetami. Anestezjolog musi być ubrany w maskę, czapkę oraz jałowe rękawiczki. Warto zaznaczyć, że w różnych ośrodkach techniki wykonania znieczulenia mogą być inne.

### Ułożenie pacjenta
Do wykonania zabiegu może być zastosowane ułożenie pacjenta w pozycji siedzącej z oparciem nóg lub leżącej na boku. Pacjent jednocześnie przygina głowę do klatki piersiowej oraz zgina kończyny dolne w stawach biodrowych i kolanowych. Takie ułożenie pozwala na rozejście się sąsiednich wyrostków kolczystych, co ułatwia prowadzenie igły do przestrzeni międzykręgowej.

### Wprowadzenie igły

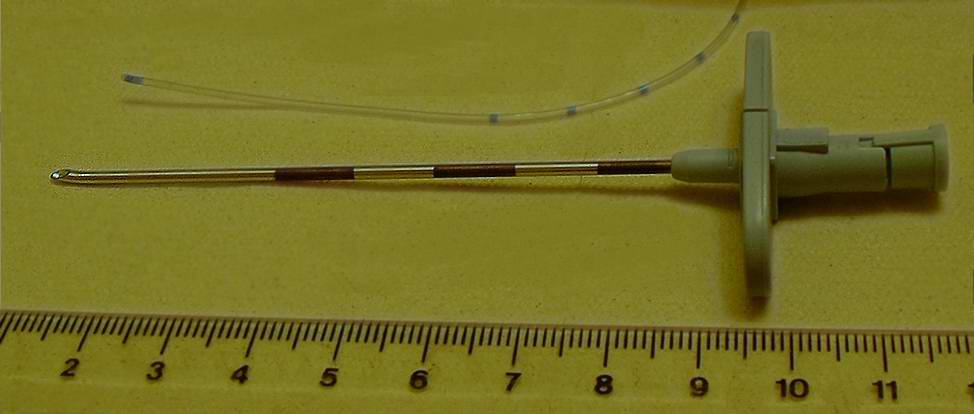
Igła Tuohy używana do znieczulenia zewnątrzoponowego.

Wykonuje się dojście w linii środkowej ciała, lub rzadziej stosowane dojście boczne. Podczas znieczulenia odcinka lędźwiowego z dojściem w linii środkowej najpierw oznacza się poziom L3-L4, który wyznacza linia przeprowadzona pomiędzy kolcami tylnymi górnymi talerza kości biodrowej. Następnie po znieczuleniu nasiękowym skóry i tkanki podskórnej nacina się skórę i ostatecznie wprowadza się specjalną igłę Tuohy (czyt. tui) charakterystycznie zakrzywioną na końcu.

### Identyfikacja przestrzeni zewnątrzoponowej
Igłę Tuohy należy kierować w linii środkowej w miejscu wkłucia. O prawidłowym prowadzeniu igły świadczy brak wyraźnego oporu. Kiedy w trakcie prowadzenia igły pojawia się opór, świadczy to o dotarciu igły do opony twardej. Igła nie może wówczas przebić tej przestrzeni, a każdy  kontakt z oponą może ją naruszyć i spowodować niepowodzenie zabiegu. W przypadku osiągnięcia opony twardej, należy wycofać igłę i zastosować dojście boczne.

#### Metoda wiszącej kropli
Na igle umieszczona zostaje kropla soli fizjologicznej, która zostanie wessana po dojściu do przestrzeni zewnątrzoponowej z powodu panującego w niej niższego ciśnienia.

#### Metoda zanikania oporu
Zostaje usunięty mandryn z igły, a do nasadki podłącza się 10 ml strzykawkę wypełnioną solą fizjologiczną. Igłę ze strzykawką  delikatnie wprowadza się w kierunku przestrzeni zewnątrzoponowej wywierając stały nacisk na tłok. Kiedy igła przebije więzadło żółte, opór nagle ustaje i tłok strzykawki poddaje się uciskowi.

### Podanie dawki testowej
Po osiągnięciu przestrzeni zewnątrzoponowej zostaje podana niewielka ilość środka znieczulającego. Po kilku minutach sprawdza się ciśnienie tętnicze, ruchomość kończyn i subiektywne odczucia pacjenta.

### Podanie środka znieczulającego

#### Metoda pojedynczej dawki
Po podaniu dawki testowej, zostaje podana całkowita dawka leku.

#### Wprowadzenie cewnika
Cewnik do przestrzeni zewnątrzoponowej można kierować w górę lub w dół kanału kręgowego na głębokość ok. 5 cm. Podczas wprowadzania cewnika wyczuwa się niewielki opór, będący wynikiem kontaktu z oponą twardą. Po wprowadzeniu cewnika należy sprawdzić, czy nie wycieka z niego płyn mózgowo-rdzeniowy lub krew co świadczyło by o przebiciu opony twardej lub o nakłuciu żyły. Wówczas kilkakrotnie można podawać lek znieczulający.

### Leki używane w znieczuleniu zewnątrzoponowym
- Lidokaina - w postaci 1,5 – 2% roztworu z możliwością dodania adrenaliny. Czas działania 1 h bez adrenaliny, 2-2,5h z adrenaliną.
- Bupiwakaina - w postaci 0,25%  i 0,5% roztworu z możliwością dodania adrenaliny. Czas działania 1 ,5-3h bez adrenaliny, 2-4h z adrenaliną.
- Lewobupiwakaina - w postaci 0,25%, 0,5% i 0,75% roztworu. Czas działania do 4 h.
- Ropiwakaina - lek długodziałający, silna blokada sensoryczna

## Powikłania
- Wczesne
  - Spadek ciśnienia krwi
  - Przypadkowe nakłucie opony twardej
  - Całkowite znieczulenie podpajęczynówkowe
  - Zatrzymanie moczu
  - Drżenia
  - Nudności
  - Wymioty
- Późne
  - Bóle głowy związane z przypadkowym nakłuciem opony twardej (zespół popunkcyjny)
  - Krwiak przestrzeni zewnątrzoponowej
  - Ropień przestrzeni zewnątrzoponowej

Na skutek blokady również włókien współczulnych u prawie każdego pacjenta występuje spadek ciśnienia krwi. Ponadto często na skutek delikatnego naruszenia opony twardej oraz wycieku niewielkich ilości płynu mózgowo-rdzeniowego do przestrzeni zewnątrzoponowej występują popunkcyjne bóle głowy. Pacjentom po wykonaniu znieczulenia zaleca się leżenie oraz ograniczenie ruchów przez 24 godziny po zabiegu w celu uniknięcia tych powikłań. Nieprzestrzeganie tych zaleceń, często jest bezpośrednim skutkiem uporczywych dla pacjenta bólów głowy.